# Zjazd Karpacki
Zjazd Karpacki – wydarzenie dla propagowania idei badań naukowych z turystyki zapoczątkowane w roku 1933 w Zakopanem, do roku 1939 organizatorem przedsięwzięcia było Ministerstwo Komunikacji Rzeczypospolitej Polskiej.
Do tradycji ruchu regionalnego i spotkań karpackich nawiązuje zainicjowana pod patronatem Prezydenta Polski Bronisława Komorowskiego w 2015 roku idea powołania Pierwszego Zjazdu Karpackiego.
Celem zjazdów jest omówienie problematyki zrównoważonego rozwoju Karpat, ochrony dziedzictwa kulturowego, promocji regionu oraz podniesienie jakości życia mieszkańców gór.

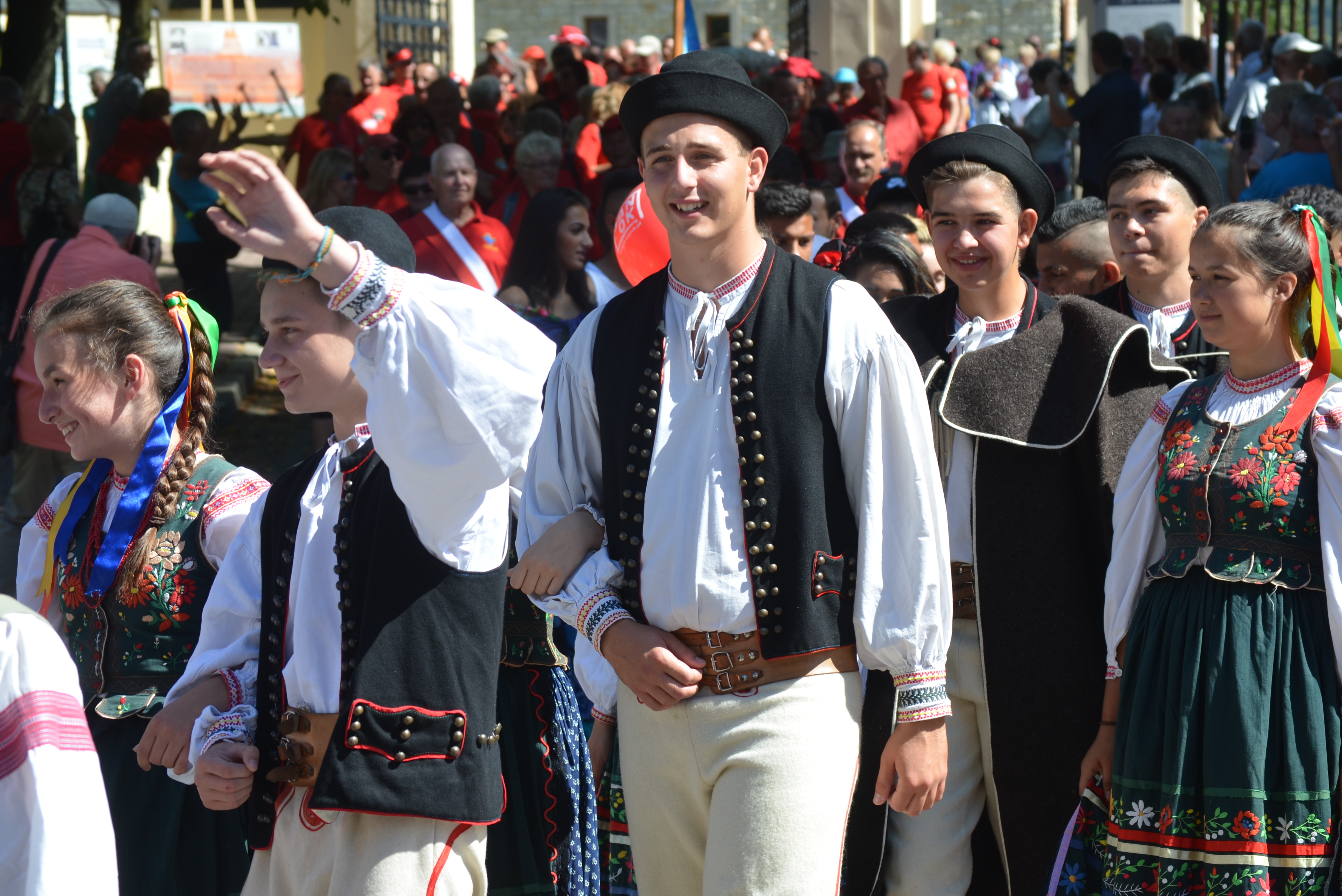
Łemkowie z Legnicy, uczestnicy występów folklorystycznych w czasie trwania II Zjazdu w Sanoku

Kwestie turystyki w Karpatach dyskutowano od roku 1933 oraz na kolejnych zjazdach organizowanych przez Wydział Turystyki Ministerstwa Komunikacji Rzeczypospolitej Polskiej, w tym duże znaczenie miały Zjazdy Karpackie, w Jaremczu (1934) i III. Zjeździe w Wiśle (1935).
W roku 2015 Związek Podhalan w 80. rocznicę imprezy folklorystyczno-turystycznej Święta Gór w Zakopanem zorganizował w Ludźmierzu Pierwszy Zjazd Karpacki. Do organizacji zjazdów zaproszone są samorządy, stowarzyszenia, organizacje, przedsiębiorcy, ludzie kultury i nauki oraz miłośnicy gór. W roku 2015 i 2016 wśród organizatorów zjazdów znaleźli się m.in. Andrzej Skupień Prezes Związku Podhalan, Andrzej Gąsienica-Makowski Prezes Fundacji Pasterstwo Transhumacyjne oraz Józef Michałek z Porozumienia Karpackiego. II Zjazd Karpacki odbył się w Sanoku w sierpniu 2016 roku w 80. rocznicę Zjazdu Górskiego. Na stolicę Trzeciego Zjazdu obrano Istebną.